# Tristaniopsis callobuxus
Tristaniopsis callobuxus är en myrtenväxtart som beskrevs av Adolphe-Théodore Brongniart och Jean Antoine Arthur Gris. Tristaniopsis callobuxus ingår i släktet Tristaniopsis och familjen myrtenväxter.
Artens utbredningsområde är Nya Kaledonien. Inga underarter finns listade i Catalogue of Life.